# スィートショップ
スィートショップは日本のロックバンド。1997年に結成され、1999年にメジャーデビュー。2003年に解散した。
『スィートショップ』＝「駄菓子屋」というバンド名は、子供から大人まで、親しみやすくいつでも手軽に、色々な味わいを楽しめる音楽を届けたいという事に由来する。

## 概要
愛知県出身の同級生同士だった近藤薫・今井晶規が、プロのミュージシャンを目指し高校卒業後ともに上京。創作活動を続ける内に近藤がバイト先で知り合ったドラムの金森浩勝を誘い、その後ベースの増田智章によるバンドメンバー募集の張り紙が目に留まった事で4人によるライブ活動を開始。1999年に笹路正徳のプロデュースにより、ポリドールから『雨を見てたよ』でメジャーデビュー。
その後、2001年までにシングルを7枚、アルバムを2枚リリースした後、トライエムへ移籍。2002年にアルバム1枚をリリースし、2003年にドラマー金森からの音楽活動停止の申し出をきっかけに解散した。

## メンバー

### 解散時のメンバー
近藤薫（こんどう かおる）　　
- ヴォーカル・ギター。1972年12月3日生まれ、愛知県出身。解散後は自主レーベルを設立し、ソロ活動の傍らAKB48、V6、DEENほか多数の有名アーティストへの楽曲提供、プロデュースなどで活動している。

今井晶規（いまい あきのり）　
- ギター・コーラス。1972年10月19日生まれ、愛知県出身。解散後は作曲家としてTOKIO、KAT-TUN、嵐らに楽曲提供していた。現在は大阪で整体師をしている[1]。

金森浩勝（かなもり ひろかつ）
- ドラム、コーラス。1976年2月29日生まれ、富山県出身。

### 旧メンバー
増田智章（ますだ ともあき）
- ベース・コーラス。1972年10月4日生まれ、千葉県旭市出身。
- スィートショップ結成の直接的なきっかけとなった存在だがプレデビュー段階で脱退しており、その経緯についてはデビュー後のバンドプロフィールでも公にされていない。
- 2000年5月、同月に解散したL'luviaのKAORUとNAO、Lastierから脱退を発表したKyoichiとヴィジュアル系バンドSUZZY&CAROLINEを結成。しかし音楽の方向性の違いにより、2001年11月17日のライブをもってKyoichiとともに脱退[2]。その後はきりばやしひろき率いるdashmanなどで活動していた。

## ディスコグラフィー

### ビデオ
- Blue Pictures（2000年12月13日/UPVH-1017）

## タイアップ一覧
| 使用年 | 曲名             | タイアップ                                                                |
| ------ | ---------------- | ------------------------------------------------------------------------- |
| 1999年 | 夏の終わり       | テレビ朝日系『ネプいっ!』エンディングテーマ                               |
| 1999年 | 遠い街のどこかで | テレビ東京系『TXNニュースアイ』エンディングテーマ                         |
| 1999年 | 涙の水彩画       | NHK-FM『ミュージック・スクエア』1999年12月・2000年1月度エンディングテーマ |
| 2000年 | 板チョコ         | TBS系『COUNT DOWN TV』2000年6月度オープニングテーマ                       |
| 2000年 | 地平線の向こうへ | テレビ朝日系 木曜ドラマ『スタイル!』主題歌                                |
| 2001年 | WALL             | 読売テレビ・日本テレビ系『どっちの料理ショー』エンディングテーマ          |

## ヘビーローテーション/パワープレイ

### ラジオ
| 放送年 | 曲名       | ラジオヘビーローテーション/パワープレイ                                     |
| ------ | ---------- | --------------------------------------------------------------------------- |
| 1999年 | 涙の水彩画 | FM NACK5『JAPANESE DREAM』1999年12月度 歴代JDグランプリ受賞曲               |
| 2000年 | 涙の水彩画 | ABCラジオ『ABCミュージックパラダイス』2000年1月度ミューパライチ押しナンバー |

## メディア出演

### ラジオ出演
- スィートショップGOOD DAY・GOOD NIGHT（2001年1月7日 - 2001年3月、FM FUJI）